# Kyniska skolan
Kyniska skolan (av grekiskans κυνός, genitiv av κύων, "hund") är en tankeskola som sägs ha grundats av Antisthenes. Antisthenes var medlem av kretsen kring Sokrates. Han grundade skolan efter Sokrates avrättning år 399 f.Kr., då kretsen splittrades och de flesta för en tid lämnade Aten. Inom den kyniska skolan ansågs livets goda och yttersta värde bestå i självbehärskning och oberoende och i ett avvisande av alla sinnliga njutningar. Dess mest kände representant var Diogenes från Sinope, som också har fått ge namn åt läran. Enligt en anekdot kallades nämligen Diogenes för "hunden", för att han levde som en hund. För att finna lyckan skulle man enligt den kyniska skolan bland annat leva förlikat med naturen.

## Övrigt
Namnet kynisk har givit upphov till ordet cynism. 